# Brackenlohr (Adelsgeschlecht)

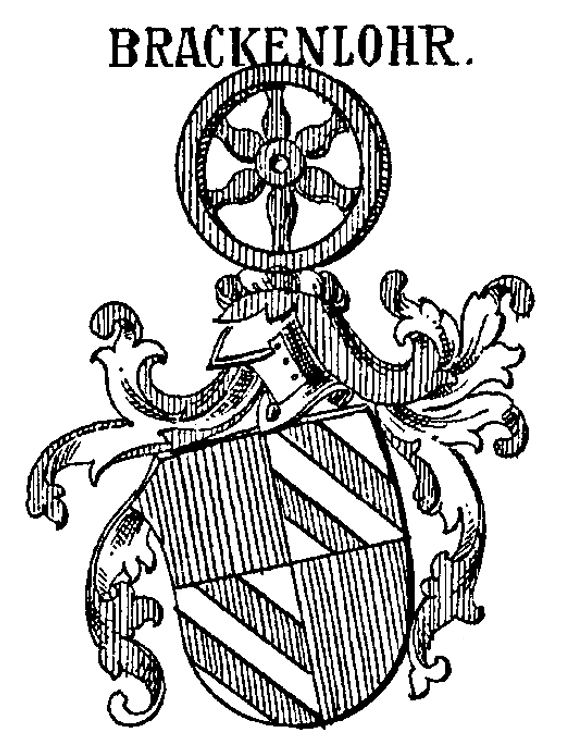
Wappen derer von Brackenlohr in Siebmachers Wappenbuch

Die Familie Brackenlohr war ein fränkisches und coburgisches Adelsgeschlecht. Die ritteradelige Familie bestand zwischen dem ausgehenden 13. und dem 15. Jahrhundert und war vor allem im Steigerwaldvorland begütert. 

## Geschichte
Die Familie Brackenlohr ist nach dem gleichnamigen Ort in der Nähe von Uffenheim benannt. Erstmals tauchte die Familie dann auch in Zusammenhang mit der Ersterwähnung des Dorfes im Jahr 1284 auf. Genannt wurde damals ein gewisser Ludwig. Als Stammvater der Familie gilt allerdings Albrecht von Brackenlohr. Im Jahr 1298 tauchte Hildebrand von Brackenlohr in einer Urkunde auf. Er bezeugte die Übergabe eines Hofes und weiterer Güter als würzburgische Lehen. Die Familie von Brackenlohr profitierte zu Beginn des 14. Jahrhunderts vom Niedergang der Ministerialenfamilie von Rimbach. So mussten die Brüder Heinrich und Hartrad von Rimbach im Jahr 1310 ihre würzburgischen Lehen in Obervolkach aufgeben und sie an Bertold von Brackenlohr und dessen Brüder Albert und Hart geben.
Der Brackenloher Bertold blieb auch in den folgenden Jahren in den Urkunden präsent. So kann er 1312 als Zeuge für Ritter Heinrich von Dettelbach festgestellt werden. Im Jahr 1319 war er und sein gleichnamiger Sohn als Burgmänner in Gerolzhofen genannt. Er besaß im Jahr 1320 einen Hof in Gerolzhofen, mehrere Weinberge am Eichelberg bei Volkach, ebenso in Dingolshausen. Außerdem war er mit weiteren Höfen in Geusfeld, Wustviel, Neuhausen bei Prüßberg und einem Burglehen in Lindenloch durch die Würzburger Fürstbischöfe belehnt worden. Der jüngere Bertold hatte darüber hinaus in Obervolkach und Gaibach Besitzungen, wobei der letztgenannte Ort auch als Ansitz der Familie gelten kann. Im Jahr 1326/1327 gelang der Übergang der Besitzungen des älteren Bertold an seinen Sohn, wahrscheinlich setzt dies den Tod des älteren Berthold voraus.
Allerdings verlor die Familie in den folgenden Jahrzehnten viele der versammelten Güter. Dies lag wohl im Aussterben der sogenannten Gaibacher Linie mit dem Tod von Bertold begründet. Lutzo von Brackenlohr, dessen Familie in Retzstadt saß, bemühte sich zunächst durch Resignationen auf einzelne Güter seine Frau Alheid auch nach seinem Tod ein standesgemäßes Leben zu ermöglichen. Weitere Güter gelangten in den 1340er Jahren an den Ritter Johann von Heidingsfeld und Hermann von Dettelbach. Nach dem Tod des Brackenlohers Lutzo in den 1370er Jahren übernahm Heinz Gebehart die Vormundschaft über dessen noch unmündige Kinder. Größte Nutznießer der aufgegebenen Brackenloher Güter waren die Tolder. Die Retzstadter Linie der Familie blühte noch bis ins Jahr 1452 und starb dann aus.

## Mitglieder
Insgesamt können drei Linien der Familie nachgewiesen werden. Johann Gottfried Biedermann identifizierte im 18. Jahrhundert eine Gaibacher, eine Retzstadter und eine Bockstädter Linie. Während die beiden Erstgenannten Teil der fränkischen Reichsritterschaft waren, zählte die Bockstädter Linie ins Coburgische. Die Stammliste lässt sich teilweise rekonstruieren.
- A1 Albrecht (gen. 1300)
  - B1 Bertold der Ältere (gen. 1310), Stifter der Gaibacher Linie
    - C1 Bertold der Jüngere (gen. 1319, 1340)
    - C2 Friedrich (gen. 1340)

  - B2 Hartrad (oder Hermann) (gen. 1310), Stifter der Retzstadter Linie 
    - C1 Lutzo (oder Lutz) (gen. 1331, 1340) ∞ Alheid N. 
      - D1 Andreas (gen. 1407)
        - E1 Hans zu Retzstadt († 1452)

    - C2 Hartmann (gen. 1336)

  - B3 Albert (oder Albrecht) (gen. 1310), wohl Stifter der Bockstädter Linie[3]

## Wappen
Das Familienwappen hat sich lediglich auf einem Siegel des Erkinger von Brackenlohr aus dem Jahr 1414 erhalten. Blasonierung: Geviert, das erste und vierte Feld in Rot, das zweite und dritte Feld in Silber mit zwei roten Schräglinksbalken. Die Tingierung verweist auf die Zugehörigkeit zum Hochstift Würzburg. Als Helmzier wählte man ein rotes Rad, das vielleicht auf Verbindungen zu Mainzer Lehenshöfen hinweist. Die Helmdecken in Rot und Silber greifen die Wappenfarben auf.